# Consonante interdental
Las consonantes interdentales son consonantes que se producen colocando la superficie de la lengua contra los dientes incisivos superiores. 
La diferencia con una consonante dental es que la punta de la lengua se coloca entre los dientes frontales superiores e inferiores, mientras que las consonantes dentales se articulan colocando la lengua contra la parte interior de los incisivos superiores.
Las consonantes interdentales pueden transcribirse con una raya supra e infraescrita, como en el caso de [n̪͆], en caso de que se requiera precisión, pero usualmente se transcriben como alveolares avanzadas como en [n̟].
Las fricativas interdentales sonoras y sordas [ð̟, θ̟] aparecen en inglés estadounidense como sonidos iniciales de palabras como 'then' y 'thin'. En inglés británico, es más común pronunciar estas consonantes de manera dental [ð, θ].
- Datos: Q1665967